# 丰特罗夫莱德萨尔瓦铁拉
丰特罗夫莱德萨尔瓦铁拉，是西班牙卡斯蒂利亚-莱昂萨拉曼卡省的一个市镇。 总面积27平方公里，总人口268人（2001年），人口密度10人/平方公里。